# Lubnica (województwo wielkopolskie)
Lubnica – wieś w Polsce położona w województwie wielkopolskim, w powiecie złotowskim, w gminie Okonek przy ujściu rzeki Czernicy do Gwdy.
W latach 1975–1998 miejscowość administracyjnie należała do województwa pilskiego.
We wsi stoi kościół Narodzenia Najświętszej Maryi Panny z muru pruskiego.
Do 2006 r. istniała część wsi Lubnica: Lubnicki Młyn oraz osada Lubnica. Miejscowości włączone do wsi, nazwy zniesione.